# 課程輔助活動
課程輔助活動是有些国家（例如新加坡）的学校或分别学校，为学生主办的课外活动。这些活动通常都希望让同学培养领导精神、提供健康的休闲、辅助个人发展、自律以及信心等。这些活动通常在课外的时间进行，通常包括音乐团、运动队等队伍。
学校或有关当局也可能主办比赛，让队伍能都有目标，向目标前进。

## 另見
- 部活動
- 課外活動
- 學生社團
- 学生会
- 体育会与文化会